# Bell XH-13F
Le Bell XH-13F est un hélicoptère expérimental développé aux États-Unis durant les années 1950. 

## Historique

### Développement
Dans le cadre du développement de l'hélicoptère de manœuvre et d'assaut expérimental XH-40 l'hélicoptériste Bell dut concevoir un banc d'essais volant pour la version construite sous licence américaine de la turbine à gaz française Turbomeca Artouste. Désignée Continental XT51-3 cette dernière devait à terme équiper les versions de série du XH-40.
Les vols de cet hélicoptère d'essais furent supervisés par l'US Army et l'US Air Force qui lui attribuèrent la désignation de XH-13F, étant dérivé du H-13D Sioux. La campagne de tests devait être assurée par le pilote d’essai Bill Quinlan sous le contrôle de l'ingénieur aéronautique Bob Duppstadt.
Les ingénieurs du constructeur eurent pour tâche d'assembler la turbine à gaz sur le XH-13F. Ces travaux furent terminés à la fin de l'été 1954. Il s'agissait alors du premier hélicoptère à turbine à gaz construit par Bell, mais aussi du premier aux États-Unis.

### Utilisation
Si son premier vol intervint le 20 octobre 1954 il ne fut livré, par la route, à l'US Air Force qu'en avril 1955. Entre-temps certains essais avaient démontré que la turbine à gaz Continental XT-51-3 s'avérait trop puissante pour un hélicoptère de cette taille et de cette masse à vide. 
C'est à Edwards Air Force Base en Californie que les essais se poursuivirent jusqu'en février 1956. Après ceux-ci le Bell XH-13F fut démoli.

## Remarque
Bien qu'ayant volé avant l'Alouette II française le Bell XH-13F n'est pas considéré par les historiens comme le premier hélicoptère à turbine à gaz de l'histoire aéronautique pour deux raisons : il n'a pas été certifié et n'a pas été construit en série. 

## Sources & références

### Sources bibliographique
- Bill Gunston, Hélicoptères militaires, Paris, PML, 1994, 159 p. (ISBN 978-2-876-28895-9).
- Bill Gunston et Mike Spick, Hélicoptères de combat, Paris Bruxelles Lugano, Atlas Atlen Éd. transalpines, 1988, 207 p. (ISBN 978-2-731-20643-2).

### Sources web
- (en) La page du Bell XH-13F sur le site Aviastar.